# جين روزنتال
جين روزنتال (بالإنجليزية: Jane Rosenthal)‏ هي منتجة أفلام أمريكية، ولدت في 21 سبتمبر 1956 في بروفيدنس في الولايات المتحدة.

## وصلات خارجية
- جين روزنتال على موقع IMDb (الإنجليزية)
- جين روزنتال على موقع ألو سيني (الفرنسية)
- جين روزنتال على موقع قاعدة بيانات الفيلم (الإنجليزية)